# Lennart Iacobæus
Lennart Holger Iacobæus, född den 21 september 1914 i Bjäresjö församling, Malmöhus län, död den 29 april 1997 i Eksjö, var svensk läkare. Han var brorson till Hans Christian Jacobæus och far till Anders Iacobæus.
Iacobæus avlade studentexamen i Malmö 1934, medicine kandidatexamen i Stockholm 1937 och medicine licentiatexamen i Lund 1943. Han var underläkare vid kirurgiska kliniken och kvinnokliniken på Lunds lasarett 1945–1946, vid kirurgiska avdelningen på Helsingborgs lasarett 1946–1948, vid kirurgiska avdelningen på Eksjö lasarett 1948–1953 och vid kirurgiska kliniken på Lunds lasarett 1953–1956. Iacobæus blev tillförordnad lasarettsläkare vid kirurgiska avdelningen på Jönköpings lasarett 1956 och vid kirurgiska avdelningen på Eksjö lasarett samma år. Han var överläkare på sistnämnda sjukhus från 1957 till sin pensionering.